# Anna Ladegaard
Anna Ladegaard född Anna Tuxen Ladegaard 14 december 1913 i Århus, död 16 maj 2000 i Köpenhamn, var en dansk författare.